# François Pinçon
Pour les articles homonymes, voir Pinçon.
François Pinçon (21 mars 1897, Villepail-19 avril 1948, Villepail) est un homme politique français et ancien maire de Villepail.

## Biographie
Agriculteur, fils d'un ouvrier ardoisier, il exploite la ferme familiale dès 1921 et est aussi bouilleur de cru. Cette dernière activité lui amène des démêlés avec la Régie des boissons, lors d'un procès retentissant, ou ayant assuré seul sa défense, sa popularité devient importante. Le procès s'achève par un non-lieu en raison d'une erreur d'homonymie. 
Il devient maire de son village natal, en 1938, et conseiller général de la Mayenne aux Élections cantonales de 1945. Il est élu député en seconde position sur la liste conduite par Robert Buron le 2 juin 1946, et le 10 novembre 1946.
Pour des raisons de santé, il donne sa démission de député le 20 mars 1948, et est remplacé par Pierre Elain. Il décède en avril de la même année.